# 콩팥 소체
콩팥 소체(renal corpuscle, 신장 소체, 신소체) 또는 말피기 소체(Malpighian body)는 콩팥의 내부 소기관 중 하나이다. 외부에서 콩팥으로 들어오는 혈액을 여과시켜 원뇨를 생성하는 역할을 한다. 처음 발견한 이탈리아의 생물학자 말피기의 이름을 따 지어졌다.

## 구조
지름이 0.15 ~ 0.25mm인 구형으로 되어 있다. 소체의 내부는 세동맥에서 갈라진 모세혈관이 뭉쳐 사구체를 형성하고 있으며, 이것이 보먼 주머니로 둘러싸여 있다.
사구체의 모세혈관은 그물 모양의 덩어리로 되어 있으며, 관벽 곳곳에는 작은 구멍이 나 있다. 보먼 주머니는 이중막으로 되어 있는데, 사구체를 싸고 있는 안쪽의 막은 매우 얇으며, 사구체의 모세혈관과 맞닿아 있으며, 보먼 주머니의 안쪽 막에서 나온 족세포가 사구체의 구멍을 막고 있다. 바깥쪽의 막과 세뇨관은 직접 연결되어 있다.
혈액 속의 체액 성분은 그 함유 물질과 함께 사구체 모세혈관에서 여과되어 보먼 주머니를 통해 세뇨관으로 흘러들어간다.

## 기능
말피기소체에서는 사구체 모세혈관에서 액성 성분이 보먼낭 속에 여과된다. 그 양은 성인 남자의 경우 매분 약 130mL, 매일 약 180L 정도이다. 사구체 모세혈관을 통과하는 혈액량은 매분 약 690mL이기 때문에 약 20%가 여과되는 셈이다. 이것을 여과율이라 하는데, 이 수치는 생후 3년 무렵부터 노년까지 거의 변화하지 않는다. 건강한 신장은 혈액 속의 유형 성분(혈구)은 여과시키지 않는다. 또 단백질 가운데 분자량이 7만 이상 되는 큰 것은 통과할 수 없으나, 분자량이 작을수록 여과되기 쉽다. 적혈구나 혈장 단백이 오줌 속에 나올 때는 신장의 이상을 의심할 수 있는데, 이것은 사구체의 막 구조에 어떤 병리적 변화가 일어나 그 투과성이 커졌기 때문이라고 할 수 있다.